# Granica marokańsko-saharyjska
Granica marokańsko-saharyjska – granica dzieląca terytoria Królestwa Maroka i Arabskiej Demokratycznej Republiki Sahary, o długości 443 kilometrów.
Początek granicy na zachodzie – wybrzeże Oceanu Atlantyckiego (na południe od przylądka Jubi) następnie biegnie linią prostą (równoleżnik 27°40’ N) na wschód do styku granic Maroka, Sahary Zachodniej i Algierii.
Granica powstała 27 lutego 1976, po proklamowaniu powstania  Arabskiej Demokratycznej Republiki Sahary. Obecnie dzieli terytoria Maroka i okupowanej przez Maroko Sahary Zachodniej.
Obecna granica to granica pomiędzy kolonią Sahara Hiszpańska i  hiszpańskim protektoratem  w południowym Maroku (Zona Sur del Protectorado de Marruecos, Cap Juby)  w latach 1912-1958. W latach 1958–1975 była to granica Maroka i Sahary Hiszpańskiej.